# 郝守正
郝守正（1487年—？年），字中夫，號湘東，湖广黄州府蕲州人，明朝政治人物。官至懷慶府知府。

## 生平
治《詩經》，嘉靖元年（1522年）湖廣鄉試第三十六名舉人，嘉靖二年（1523年）聯捷癸未科三甲第一百九十四名進士。初授南皮县知县，升扬州府同知，入为南京兵部職方司員外郎，升工部虞衡司郎中，嘉靖十七年（1538年）出為浙江温州府知府，遷怀庆府知府致仕。

## 著作
嘉靖三十一年，同王儼修《蘄州志》。

## 家族
曾祖郝子敖。祖父郝志安。父郝源。母徐氏。慈侍下。弟守道、守禄。

## 遺跡
溫州茶山卧龙峡谷龙潭南向一巨岩名台盘角下，有卧龙潭摩崖題刻：左上款“大明嘉靖己亥秋月”，右下款“湘东郝守正书”。